# هدایت امین ارسلا
هدایت امین ارسلان امیر حمزه (متولد ۱۳۲۰ در ولایت/اُستان کابل) سیاستمدار و اقتصاددان اهل افغانستان است. او به عنوان وزیر مالیه/دارایی، وزیر امور خارجه و دستیار رئیس‌جمهور در دولت افغانستان فعالیت کرده‌است. ارسلا در انتخابات ریاست جمهوری ۱۳۹۳ افغانستان کاندید شد و در بین هشت نفر با ۰.۲۳٪ آرا در رتبه هشتم قرار گرفت.
او پشتون و در کابل به دنیا آمده است. هدایت امین ارسلا دبیرستان را در کابل خواند و کارشناسی خود را در رشته اقتصاد و علوم‌سیاسی از دانشگاه کابل دریافت کرده و کارشناسی‌ارشد را در دانشگاه الینویز جنوبی در آمریکا در رشته اقتصاد به پایان رساند. ارسلا مدرک دکتری خود را هم در همین رشته از دانشگاه جورج واشنگتن به دست‌آورد.
او در سال ۱۹۶۹ به عنوان نخستین افغانستانی کارمند بانک جهانی شد و ۱۸ سال در این بانک کار کرد. ارسلا در سال ۱۹۸۷ از کار در بانک جهانی دست کشید و به صفوف مجاهدین افغان پیوست. ارسلا یکی از بنیان‌گذاران محاذ ملی اسلامی افغانستان بود که پیراحمد گیلانی رهبری آن را بر عهده داشت. در سال‌های ۱۹۸۹ تا ۱۹۹۲ آقای ارسلا به وزارت مالیه/دارایی دولت در تبعید مجاهدین در پاکستان منصوب شد.
در سال ۱۹۹۳ ارسلا عهده‌دار وزارت خارجه در دولت اسلامی افغانستان در کابل شد اما پس از دو سال در پی اوج‌گیری اختلافات بین گروه‌های مختلف مجاهدین از پست خود کنار رفت.
پس از سقوط طالبان هدایت امین ارسلا در اجلاس بن برای تعیین دولت آینده افغانستان شرکت داشت و به عنوان وزیر تجارت و معاون رئیس اداره موقت به رهبری حامد کرزی معرفی شد. پس از برگزاری لویه جرگه اضطراری که در آن لویه جرگه حامد کرزی را برای دو سال به عنوان رئیس دولت انتقالی برگزیدند، هدایت امین ارسلا در کابینه نو آقای کرزی عهده‌دار وزارت مالیه/دارایی شد.
ارسلا در کابینه حکومت منتخب آقای کرزی راه نیافت، اگرچه حامد کرزی آقای ارسلا را به عنوان "وزیر ارشد" به مجلس نمایندگان معرفی کرد اما مجلس نمایندگان به دلیل این که چنین پستی در قانون اساسی افغانستان پیش‌بینی نشده‌است او را رد کرد. اما ارسلا با وجود دیدگاهِ‌مخالف مجلس نمایندگان، به کار خود به عنوان "وزیر ارشد" ادامه داد. ارسلا اگرچه سمت اجرایی نداشت اما در نشست‌های هفتگی کابینه شرکت می‌کرد. بعد از انتخابات نیز کرزی او را به عنوان وزیر ارشد خود اعلام کرد.
او همچنین به‌عنوان رئیس اداره مستقل اصلاحات اداری، کمیسیون احصاییه ملی و کمیتهٔ همکاری‌های اقتصادی اجرای وظیفه نموده و عضویت شورای امنیت ملی را نیز داشته است.